# 航空書簡
航空書簡（こうくうしょかん、フランス語: Aérogramme、英語: Aerogramme）とは、郵便局で販売されている国際郵便の通常郵便物の一種で、折り畳み式の便箋兼封筒の形をしている。表に料額印面（日本では90円）が印刷され、万国郵便連合に加盟している国家へ送るならば、そのまま折り畳んで郵便ポストに投函できる。日本では2023年9月末をもって発売及び取り扱いを終了した。

## 日本の状況
日本では1949年3月1日に販売を開始し、当初はAIR LETTERと表記されていたが、1952年に世界共通用語であるAEROGRAMMEに統一された。
折り畳むと16.5cm × 9.2cm の大きさになる。内面が便箋になっており、はがきの約3倍のスペースを持っている。そこに文章を書くことができる他、2006年からは封筒として写真等の薄いものを同封できるようになった。厚さ1cm以内・重さ25g以内で、料金は世界各国均一となっていて、第1地域と同額、第2地域や第3地域に郵送すると、当該封書料金より割安になる。それ以上の厚さや重さになると定形外郵便物の料金が必要となる。特殊取扱料金を追加することにより、速達や書留扱いとすることも可能だった。
2023年9月30日をもって販売ならびに取り扱いを終了した。